# Ulica Kazimierza Jeżewskiego w Warszawie
Ulica Kazimierza Jeżewskiego – ulica w warszawskiej dzielnicy Ursynów.

## Opis
Ulica biegnie od ul. Jana Rosoła (na wschodzie) do al. Komisji Edukacji Narodowej (na zachodzie). Po drodze przecina ulica Stefana Dembego i ul. Melchiora Wańkowicza. Stanowi ona granicę pomiędzy obszarami Miejskiego Systemu Informacji Natolin i Kabaty.
Nazwę ulicy nadano w 1977 roku.
Jej patronem jest polski pedagog i działacz oświatowy, twórca Gniazd Sierocych (pierwowzoru rodzinnych domów dziecka) – Kazimierz Jeżewski. Tablica informacyjna o patronie znajduje się przy bramie bloku Dembego 30.
Wzdłuż ulicy biegnie tzw. aleja Kasztanowa wraz ze ścieżką rowerową i chodnikiem dla pieszych. Sama ulica jest dwukierunkowa, o czym zdecydowano w głosowaniu mieszkańców w 2016 roku.
Po północno-wschodniej stronie ulicy mieści się gospodarstwo rolno-ogrodnicze z historycznym dworem i korty tenisowe oraz historyczny (wzniesiony w 1864 roku) krzyż powstania styczniowego, a po północno-zachodniej park Przy Bażantarni zakończony – przy al. KEN – pomnikiem pielgrzymki rycerza Andrzeja Ciołka do Santiago de Compostela. Południowa strona została zabudowana blokami mieszkalnymi wysokości ok. 4–6 pięter. Najstarsze bloki są w kwartale z ulicą Rosoła i Dembego wybudowanymi w latach 1980. i 1990. należące do Osiedla Kabaty.

## Ważniejsze obiekty
- Park Przy Bażantarni;
- krzyż z 1864 roku upamiętniający powstanie styczniowe;
- krzyż z 1909 roku z inskrypcją Bogu na chwałę - 1909 - AFK[13], wzniesiony przez Antoniego i Florentynę Karniewskich (AFK) w podzięce za uniknięcie przez syna Karola Juliana (wraz ze świeżo poślubioną żoną Cecylią) zsyłki na Sybir[14][15];
- pomnik pielgrzymki właściciela Kabat, rycerza Andrzeja Ciołka, do Santiago de Compostela w 1404.

## Galeria

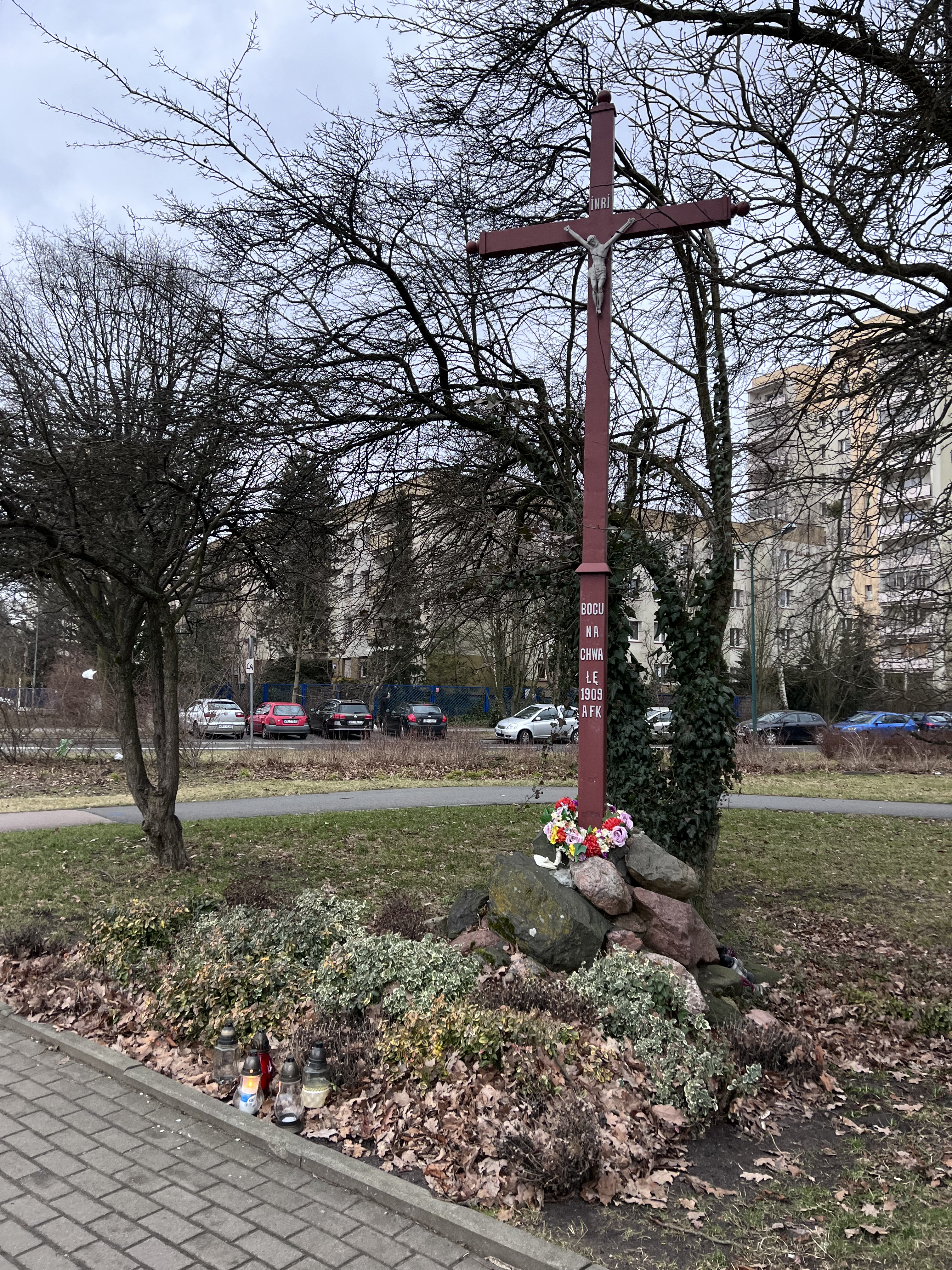
Krzyż z 1909 roku (skrzyżowanie Rosoła i Jeżewskiego)
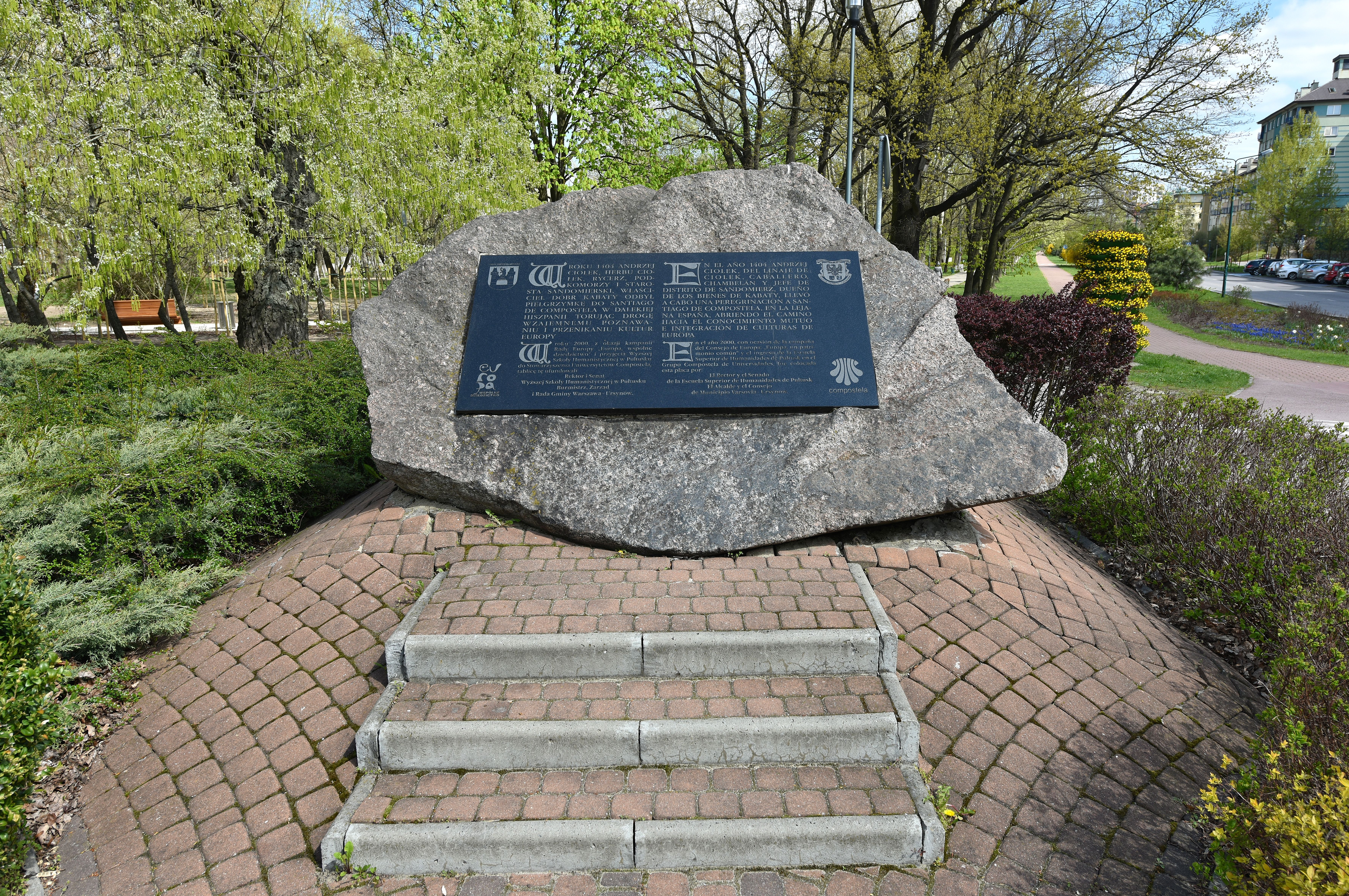
Pomnik pielgrzymki rycerza Andrzeja Ciołka